# Union Buildings

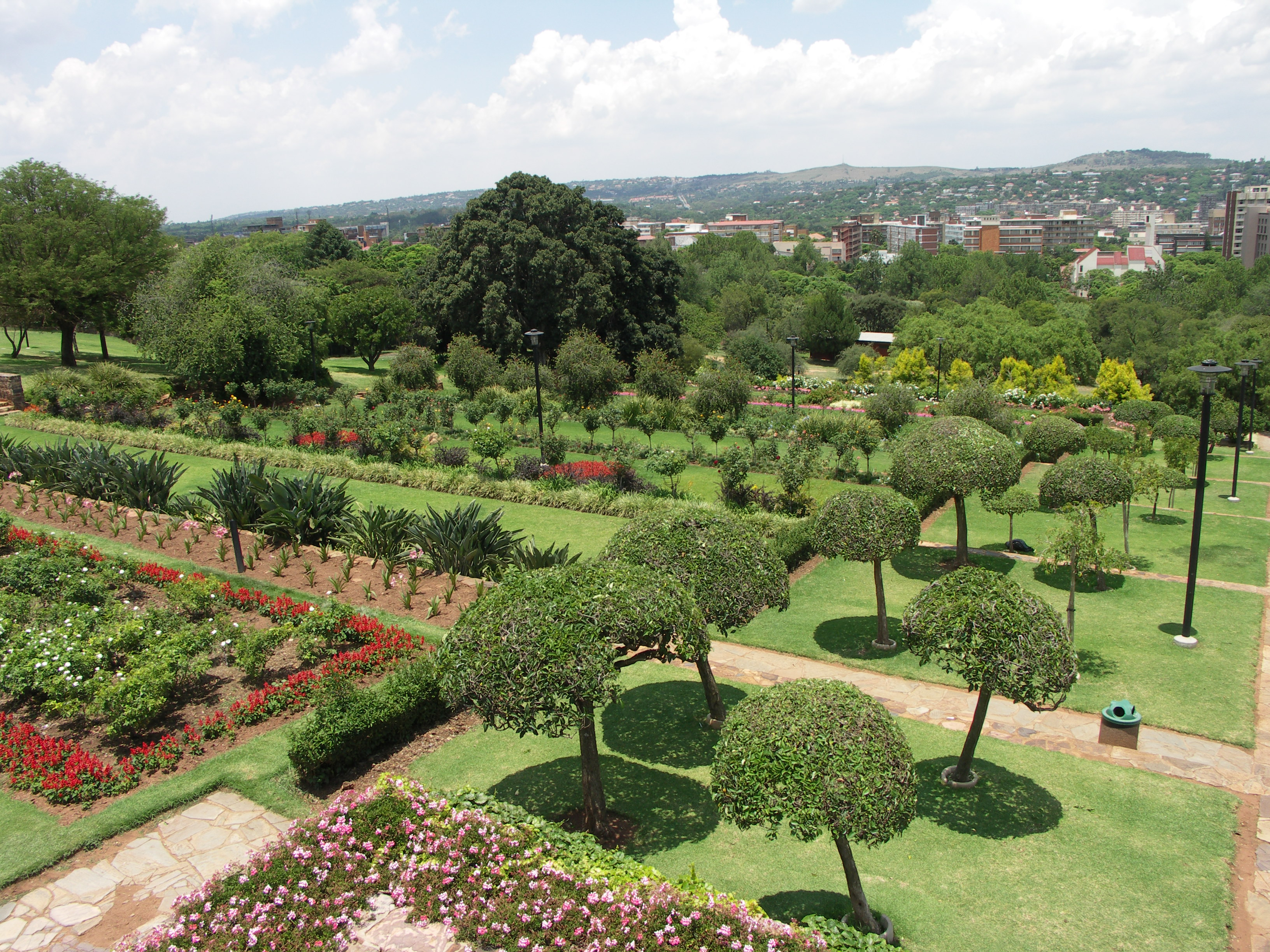
Jardins do palácio.

Union Buildings (Uniegebou em africâner) é a sede do gabinete do Presidente da África do Sul. O prédio está localizado na capital administrativa do país, Pretória. A pedra-fundamental foi lançada em Novembro de 1910 e três anos mais tarde cerca de 1.200 operários concluíram a estrutura a um custo superior a 1 milhão de libras esterlinas.
O prédio construído em arenito, foi projetado pelo arquiteto inglês Herbert Baker em estilo vitoriano. Tem cerca de 285 metros de fachada e possui forma circular, com asas laterais. Estas representam a união do povo outrora dividido e as duas línguas mais faladas do país, o inglês e o  africâner. É considerada por muitos como a grande obra arquitetônica da África do Sul.
É famoso pela beleza de seus jardins de entorno plantados exclusivamente com espécies da flora sul-africana. Os jardins possuem diversos monumentos e um anfiteatro com nove mil lugares.